# Женская сборная Ирана по волейболу
Женская национальная сборная Ирана по волейболу (перс. تیم ملی والیبال زنان ایران‎) — представляет Иран на международных волейбольных соревнованиях. Управляющей организацией выступает Федерация волейбола Исламской Республики Иран (перс. فدراسیون والیبال ایران‎).

## История
Волейбол в Иране появился в 1926 году, когда новый для страны вид спорта начали развивать в трёх спортивных клубах Тегерана и Исфахана. В 1936 волейболом в Иране стали заниматься также и женщины, а в 1940 были проведены первые общеиранские соревнования среди мужских команд.
В 1946 году была создана Федерация спорта Ирана, в составе которой образована волейбольная секция. В 1958 создана независимая Федерация волейбола Ирана, через год вступившая в ФИВБ. В том же году мужская сборная страны дебютировала на Азиатских играх и стала серебряным призёром.
В 1963 году была сформирована женская сборная Ирана, принявшая участие в азиатском олимпийском отборочном турнире, прошедшем в декабре в столице Индии Дели. В ходе соревнований иранские волейболистки одержали одну победу (над сборной Индии 3:0) и потерпели три поражения (от Южной Кореи и КНДР по 0:3 и от Филиппин 1:3), заняв итоговое 4-е место при 5 участниках. Это было пока единственное за все годы участие сборной Ирана в соревнованиях межконтинентального уровня. Больше волейболистки Ирана в олимпийских квалификациях не выступали, а в отборочные турниры чемпионатов мира ни разу не заявлялись.
В 1966 женская сборная Ирана впервые приняли участие в волейбольном турнире Азиатских игр и выиграли бронзовые медали, уступив по ходу турнира лишь лидерам женского континентального волейбола — национальным командам Японии и Южной Кореи. В двух последующих Азиадах (1970 и 1974) сборная Ирана также участвовала, но с меньшим успехом, заняв соответственно 4-е и 5-е места.

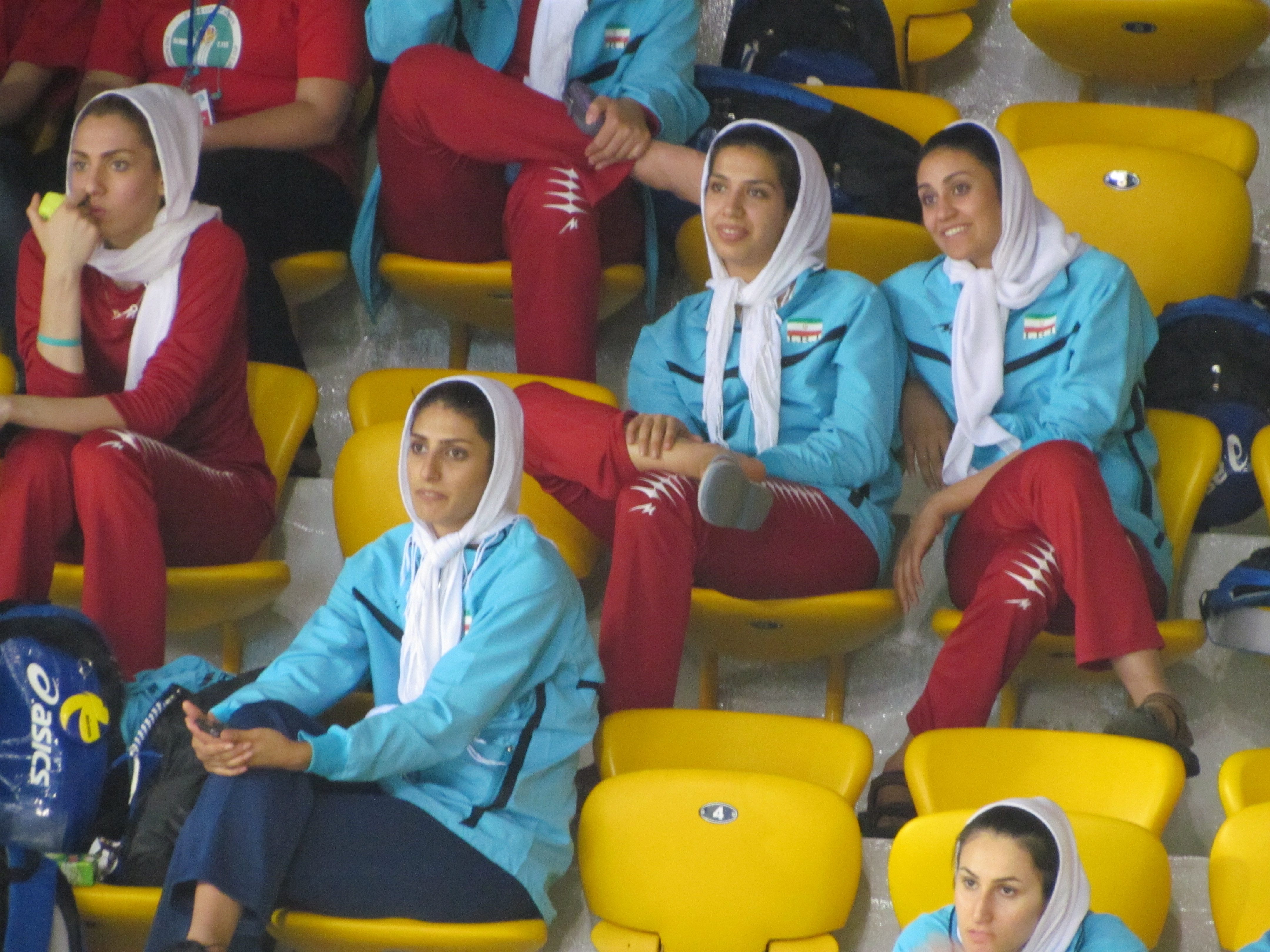
На трибунах игроки женской сборной Ирана. Кубок Азии 2012

В 1979 году в Иране произошла исламская революция, что серьёзно повлияло на развитие спорта в стране и прежде всего женского. Для женщин-спортсменок установлены жёсткие правила, касающиеся как поведения, так и одежды. Эти факторы затормозили развитие женского волейбола в Иране и его возвращение на международную арену стало возможно лишь после разрешения со стороны Международной федерации и Азиатской конфедерации на облачение волейболисток во время матча в традиционную мусульманскую одежду, когда у игроков остаются открытыми лишь лицо и кисти рук. Примеру Ирана последовали и ряд других мусульманских стран, в частности Египет, волейболистки-мусульманки которого также выступают в максимально закрытой спортивной форме.
В 2007 году после 33-летнего перерыва вновь была сформирована женская волейбольная сборная Ирана, принявшая участие в чемпионате Азии. Выступление дебютанток стало ожидаемо неудачным — 5 поражений в 5 матчах и последнее место. В последующие годы иранские волейболистки регулярно участвуют в чемпионатах и Кубке Азии, но до 2017 года выше 8-го места в континентальных первенствах им подняться не удавалось. Тем не менее женский волейбол в стране прогрессирует. Проводится чемпионат страны с участием 6-7 команд в премьер-лиге, а лучшая по его итогам команда с 2008 является непременным участником клубного чемпионата Азии.
В 2016 году был сформирован волейбольный клуб «Сермайе Бэнк», ставший базовой командой для женской национальной сборной Ирана. Главным тренером назначена словенка Майда Чичич.
В январе 2017 года женская сборная Ирана впервые в своей истории стартовала в отборочном турнире чемпионата мира. В Центральноазиатской зоне предварительного раунда азиатской квалификации мирового первенства 2018 иранские волейболистки уверенно победили сборные Непала и Мальдивской Республики и вышли в решающую стадию отбора. В своей группе финального этапа отборочного турнира команда Ирана проиграла все свои 4 матча и выбыла из борьбы за попадание на мировое первенство 2018.

## Результаты выступлений и составы

### Олимпийские игры
Сборная Ирана приняла участие в квалификации двух Олимпийских волейбольных турниров.
- 1964 — не квалифицировалась
- 2020 — не квалифицировалась

### Чемпионаты мира
До 2014 в чемпионатах мира сборная Ирана участия не принимала.
- 2018 — не квалифицировалась
- 2022 — не квалифицировалась
- 2025 — не квалифицировалась

- 2018 (квалификация): Хале Мотагиян, Мона Дерие-Махмуди, Мина Руста, Судабе Багерпур, Мона Ашофте, Фатеме Амини, Шабнам Алихани, Зейнаб Гиве, Махта Яхьяпур, Махса Сабери, Неда Чамланиан, Меде Борхани-Эсфахани, Махса Кадхода, Фарзане Зареи, Негар Киани, Фатеме Сафари, Эльхам Фалла, Фарнуш Шейхи, Тахмине Даргазани, Шекуфе Сафари, Фатеме Хасани-Сади, Фаранак Баболиан, Захра Бакши. Тренеры — Майда Чичич (1-й этап), Мирмостафа Шоджаеи (2-й этап).

### Чемпионат Азии
До 2005 в чемпионатах Азии сборная Ирана не участвовала.
- 2007 — 12-е место
- 2009 — 8-е место
- 2011 — 8-е место
- 2013 — 8-е место
- 2015 — 8-е место
- 2017 — 9-е место
- 2019 — 7-е место
- 2023 — 10-е место

- 2007: Сомайе Ширази, Шекуфе Сафари, Сомайе Радпур, Фатеме Рашиди, Зейнаб Гивехи, Радиде Блуризаде, Фатеме Шабан-Хамзе, Шарзад Риази, Пуран Заре, Самира Имани, Афсане Ирандуст, Бахре Ниязи. Тренер — Сима Седиги.
- 2009: Шабнам Алихани, Фатеме Шабан-Хамзе, Пуран Заре, Самане Ростами, Бахре Ниязи, Сомайе Радпур, Махта Мохаммади, Масуме Ангути, Фармуш Шейхи, Махдейе Хадже-Калайи, Захра Вахеди, Сафура Голафшан. Тренер — Сима Седиги.
- 2013: Нилуфар Эбрахими, Эльхам Фалла, Неда Чамланиан, Шабнам Алихани, Фатеме Рашиди-Киклахлиджан, Махса Сабери, Мина Руста, Махса Кадхода, Негар Киани, Фарнуш Шейхи, Меде Борхани-Эсфахани, Махтаб Рахмани. Тренер — Митра Шабаниан.
- 2015: Махдие Хадже-Колаеи, Эльхам Фалла, Неда Чамланиан, Шабнам Алихани, Зейнаб Гиве, Махса Сабери, Мина Руста, Меде Борхани-Эсфахани, Махса Кадхода, Фарзане Зарейи, Негар Киани, Фарнуш Шейхи, Шекуфе Сафари. Тренер — Аббас Барги.
- 2017: Махдие Хаджеколаеи, Мина Руста, Судабе Багерпур, Зейнаб Гиве, Махса Сабери, Неда Чамланиан, Меде Борхани-Эсфахани, Махса Кадхода, Фарзане Зареи, Негар Киани, Фарзане Морадиан, Эльхам Фалла, Тахмине Даргазани, Фаранак Баболиан, Захра Бакши. Тренер — Мирмостафа Шоджаеи.
- 2019: Мона Дерис-Махмуди, Негин Ширтари-Фуман, Шабнам Алихани, Махса Сабери, Фарзане Морадиан-Гандже, Меде Борхани-Эсфахани, Махса Кадхода, Неда Чамланиан, Пуран Заре, Хале Мотагиян, Мона Ашофте, Шекуфе Сафари, Захра Бахши, Тахмине Даргазани. Тренер — Джавад Мехреган.

### Азиатские игры
Сборная Ирана участвовала в трёх Азиатских играх.
- 1966 —  3-е место
- 1970 — 4-е место
- 1974 — 5-е место

- 1966: Мари Тот, Рохи Панднаваз, Мехри Харази, Озра Малек, Мина Фатхи, Насрин Шокуфи, Лейла Амани, Пари Фарди, Джале Саеди-Хаддизаде.
- 1970: Мари Тот, Рохи Панднаваз, Мина Фатхи, Фаркхонде Салехи, Парвин Собхани, Пари Карими, Пари Фарди, Фатеме Сепанджи, Сорор Саадати, Насрин Карими. Тренер — Милослав Эем.
- 1974: Батул Хосейнпур, Мина Эштияг, Пари Фарди, Сорор Саадати, Нахид Хосейни, Мина Фатхи, Фатеме Сепанджи, Махваш Нурбакш, Малихе Пашаи, Фахиме Фарман-Ара, Гити Йеганех, Махваш Камалифард. Тренер — К.Тадахико.

### Кубок Азии
- 2008 — не участвовала
- 2010 — 8-е место
- 2012 — 8-е место
- 2014 — 7-е место
- 2016 — 6-е место
- 2018 — 8-е место
- 2022 — 7-е место

- 2012: Захра Вахеди, Шабнам Алихани, Фатеме Рашиди, Махса Сабери, Мина Руста, Фаранак Баболиан, Махса Кадхода, Негар Киани, Ферзане Зареи, Фарнуш Шейхи, Шекуфе Сафари, Махтаб Рахмани. Тренер — Митра Шабаниан.
- 2014: Махдие Хадже, Самане Сиаваши, Шабнам Алихани, Зейнаб Гиве, Махса Сабери, Неда Чамланиан, Меде Борхани, Судабе Багерпур, Фарзане Зареи, Негар Киани, Фарнуш Шейхи, Шекуфе Сафари. Тренер — Аббас Барги.
- 2016: Негин Ширтани-Фумани, Судабе Багерпур, Шабнам Алихани, Зейнаб Гиве, Махса Сабери, Неда Чамланиан, Меде Борхани-Эсфахани, Махса Кадхода, Фарзане Зареи, Негар Киани, Фарнуш Шейхи, Шекуфе Сафари. Тренер — Майда Чичич.
- 2018: Эльхам Фалла, Судабе Багерпур, Шабнам Алихани, Фатеме Хасани Сади, Махса Сабери, Неда Чамланиан, Меде Борхани-Эсфахани, Махса Кадхода, Негар Киани, Фарзане Морадиан-Гандже, Тахмине Даргазани, Шекуфе Сафари, Мона Ашофте, Мона Дерие-Махмуди. Тренер — Джавад Мехреган.

### Азиатский Кубок вызова
- 2023 — 5-е место
- 2024 — 6-е место

### Игры Исламской солидарности
- 2017 — не участвовала
- 2022 —  2-е место

## Состав
Сборная Ирана в розыгрыше Азиатского Кубка вызова 2024
| №  | Имя, фамилия                   | Год рождения | Рост | Амплуа      | Клуб                |
| -- | ------------------------------ | ------------ | ---- | ----------- | ------------------- |
| 1  | Айтак Саламатгаремалеки        | 2000         | 186  | нападающая  | «Сайпа» Тегеран     |
| 2  | Дорса Фаллакордхели            | 2007         | 171  | связующая   | «Мехрсан» Тегеран   |
| 3  | Хедие Талейфархонде            | 2006         | 180  | нападающая  | «Пайкан» Тегеран    |
| 5  | Мохадесе Моштаги-Хузани        | 1999         | 172  | либеро      | «Зоб Ахан» Исфахан  |
| 7  | Шагае Хасанхани                | 2006         | 185  | нападающая  | «Зоб Ахан» Исфахан  |
| 9  | Рейхане Карими                 | 2002         | 195  | центральная | «Зоб Ахан» Исфахан  |
| 10 | Захра Карими                   | 2002         | 183  | центральная | «Сайпа» Тегеран     |
| 12 | Сейеденегар Хашеми             | 2007         | 166  | либеро      | «Мехрсан» Тегеран   |
| 13 | Рейхане-Садат Фазели           | 2005         | 189  | центральная | «Пайкан» Тегеран    |
| 15 | Фатеме Халили-Чермахини        | 2002         | 183  | нападающая  | «Бордо Спор» Элазиг |
| 16 | Мобина-Садат Гафариан-Анбарани | 2005         | 191  | центральная | «Пайкан» Тегеран    |
| 18 | Элахе Пурсале-Шахдесари        | 2003         | 181  | нападающая  | «Зоб Ахан» Исфахан  |
| 20 | Диана Рашиди-Мехрабади         | 2006         | 178  | связующая   | «Пайкан» Тегеран    |
| 22 | Сепинуд Дастбарджан            | 2005         | 180  | нападающая  | «Пайкан» Тегеран    |

- Главный тренер — Радиде Болуризаде.
- Тренеры — Акрам Гареманиахсан, Марьям Монталлеби.